# Śluza (województwo warmińsko-mazurskie)
Śluza (niem. Schleuse) – osada w Polsce, w województwie warmińsko-mazurskim, w powiecie gołdapskim, w gminie Banie Mazurskie, w sołectwie Miczuły.
W latach 1975–1998 miejscowość należała administracyjnie do województwa suwalskiego.

## Nazwa
28 marca 1949 r. ustalono urzędową polską nazwę miejscowości – Śluza, określając drugi przypadek jako Śluzy, a przymiotnik – śluski.